# Doryctes fijiensis
Doryctes fijiensis är en stekelart som först beskrevs av David Timmins Fullaway 1919. 
Doryctes fijiensis ingår i släktet Doryctes och familjen bracksteklar. Inga underarter finns listade i Catalogue of Life.